# Tagaeri
Tagaeri /Dolazi od Taga, ime vođe ove skupine/, jedna od lokalnih skupina Huaorani Indijanaca naseljena između rijeka između rijeka Cachiyacu (pritoka Cononano) i Curaraya na istoku Ekvadora. nastali su odcijepljenejm od ostalih Huaorana. Godine 1990. imali su oko 50 pripadnika, a u novije vrijeme broj im je nešto manji. 
Tagaeri i Taromenane na području nacionalnog parka Yasuni napali ih je ilegalna skupina drvosjeća koji su pobili točno neutvrđen broj Indijanaca. U susjedstvu žive i njima srodne nekontaktirane skupine Oñamenane i Huiñatare.